# Nagy Bence (kézilabdázó)
Nagy Bence (Budapest, 1995. július 5. –) magyar válogatott kézilabdázó, a Ferencvárosi TC játékosa.

## Pályafutása

### Klubcsapatoknak
Pályafutása során kézilabdázott a PLER, a Gyöngyös és a Budakalász csapatában is. A 2015–2016-os szezonban a gyöngyösi együttes színeiben 186 gólt szerzett 38 mérkőzésen, ezzel pedig ő lett a bajnokság gólkirálya. Két évvel később, immár a Budakalász átlövőjeként 170 alkalommal volt eredményes 26 mérkőzésen, ezzel a góllövők közt a második helyen végzett. 
A 2018-2019-es szezon második felétől a Grundfos Tatabánya színeiben folytatta pályafutásárt. A bányászvárosban mindössze fél idényt töltött, pályára lépett az EHF-kupában is, majd 2019 nyarán a Ferencvárosi TC csapatához igazolt. A 2021–2022-es szezonban 171 góllal lett a bajnokság gólkirálya. A 2022–2023-as szezonban 153 találattal az élvonal alapszakaszának gólkirálya lett. A 2023–2024-es szezonban 144 gólt szerzett az NB1-ben, amivel ismét a bajnokság gólkirálya lett.

### A válogatottban
A magyar felnőtt válogatottba 2019-ben hívták meg először, majd tagja volt a 2020-as Európa-bajnokságon szereplő csapatnak is.
Tagja volt a 2021-es világbajnokságon 5. helyezett csapatnak.

## További információ
- Az MKSZ honlapján